# Elsa María
Elsa María Bórquez de Mayoral, conocida artísticamente como Elsa María (Barracas, Buenos Aires, 25 de junio de 1944-8 de enero de 2022), fue una destacada bailarina de tango y coreógrafa argentina, conocida mundialmente por integrar los elencos de los espectáculos Tango Argentino, estrenado en 1983, por el que resultó nominada con los demás bailarines en 1986 a los Premios Tony por la mejor coreografía. También integró el elenco de Forever Tango de Luis Bravo. Desde su primera juventud formó pareja de baile con Héctor Mayoral, presentándose artísticamente como Mayoral y Elsa María.
En 2001 fue una de las fundadoras de la Asociación de Maestros, Bailarines y Coreógrafos de Tango Argentino (AMBCTA).

## Biografía
Nació el 25 de junio de 1944 en La Boca, Buenos Aires. Fue Profesora Nacional de Danzas Clásicas (bailarina, maestra y coreógrafa de tango).
A los 23 años conoció a Héctor Mayoral, quien por entonces era un conocido bailarín de tango, con quien formó pareja y el dúo Mayoral y Elsa María, fusión del estilo milonguero de Mayoral con su formación en danzas clásicas. Debutaron como pareja atracción en la orquesta de Mariano Mores en 1967. Ese año crearon Instrumental Ballet, agrupación de siete artistas que tocaban, cantaban y bailaban tango, trabajo con el que recibieron el premio Gran SADAIC 71. Protagonizó el resurgir del tango en el mundo en la década de 1980 y protagonizó los espectáculos de Broadway Tango Argentino y Forever Tango (1983-84). Por su actuación recibió el Premio Tony Mejor coreografía por Tango Argentino. Enseñó tango en academias y universidades, incluyendo a Lady Di, Hillary y Bill Clinton, Robert Duvall, Shimon Peres, Liza Minnelli, Julio Iglesias, Whoopi Goldberg, Frank Sinatra, Juan Manuel Fangio y Shakira, entre otros. En 2001 fundó la Academia de tango Mayoral y Elsa María. Escribió dos libros, Paso por paso el Tango (1986) Tango Saludable (2016) sobre un estudio iniciado en 1986, y realizó distintos videos y DVD de enseñanza, películas y avisos publicitarios.
Fue declarada Ciudadana Ilustre de la Ciudad de Buenos Aires en 2003 y recibió la Bendición Papal de Pablo VI.

## Cronología
2008 Crea La vereda del tango Km. O nuevo circuito turístico.
2013 Espectáculo Una magistral clase de tango, que todo un show.
2014 Elegida presidenta de la Asociación Tanguera de Buenos Aires. 
2016  Presentan el espectáculo Al gran tango Argentino Salud.

## Filmografía
- Paso por paso el tango (2002)
- El hombre que baila (2011), de Sergio Aisenstein.